# Oemona simplicicollis
Oemona simplicicollis là một loài bọ cánh cứng trong họ Cerambycidae.